# محمد حسن بابوه
محمد حسن بابوه (مواليد 25 مايو 1993) هو لاعب كرة قدم سوداني مولود في السعودية .
لعب سابقاً في نادي الرفاع وهلال الفاشر والأهلي شندي ونادي الكوكب ونادي ضمك ونادي الطائي والأمل عطبرة والنجوم.

## وصلات خارجية
- محمد حسن بابوه على موقع قاعدة بيانات كرة القدم.إي يو (الإنجليزية)
- محمد حسن بابوه على موقع Soccerway.com (الإنجليزية)